# Łukasz Tumicz
Łukasz Tumicz (* 1. März 1985 in Lidzbark Warmiński, Polen) ist ein ehemaliger polnischer Fußballspieler auf der Position eines Stürmers.

## Karriere

### Spielerkarriere
Tumicz begann seine Karriere als Fußballspieler im Jahre 1999 in seinem Heimatland bei Reduta Bisztynek, bei denen er bis 2000 zum Einsatz kam. Danach folgte ein Wechsel zu den Junioren von Stomil Olsztyn, für die er von 2000 bis 2002 auf den Platz lief. Nach dem Engagement bei Stomil Olsztyn kam er in die Vereinigten Staaten, wo er in der Fußballmannschaft der Winchendon School in Winchendon, Massachusetts in 34 Spielen zu insgesamt 57 Treffern kam. Nach den beiden Jahren in Winchendon folgte ein Wechsel an die University of Rhode Island, an der er Kinesiologie studierte. Bei den Rhode Island Rams, so der Name der Fußballmannschaft an der Universität, stand er von 2004 bis 2007 im Kader. In seiner Zeit bei den Rams kam er in 74 Spielen auf eine Bilanz von 31 Toren. Tumicz wurde als 34. Pick im MLS Supplemental Draft 2008 zu Columbus Crew gehandelt, wo er aber nicht in die Mannschaft aufgenommen.
Im Dezember 2007 kehrte er wieder nach Polen zurück, wo er von den, in der höchsten Spielklasse Polen, der Ekstraklasa, spielenden Jagiellonia Białystok unter Vertrag genommen wurde. Sein Debüt in der höchsten Liga gab er 8. März 2008 beim Auswärtsspiel gegen Górnik Zabrze, das in einer 3:0-Niederlage endete, als Tumicz in der 74. Spielminute für Remigiusz Sobociński eingewechselt wurde. Zu seinem ersten Treffer kam er am 12. April 2008 bei der 2:1-Niederlage gegen Wisła Krakau, als er in der 76. Minute, nur eine Minute nach seiner Einwechslung, das Tor durch eine Vorlage von Remigiusz Sobociński erzielte. Im März 2009 wurde er bis zum Saisonende zu Supraślanka Supraśl ausgeliehen, wo er jedoch nur ein Spiel bestritt. In der Saison 2009/10 gewann Tumicz mit Jagiellonia Białystok trotz einer zwischenzeitlichen Versetzung in die Mannschaft der Młoda Ekstraklasa (17 Spiele, 7 Tore) den Polnischen Pokal. In der Hinrunde 2010/11 wurde er erst an OKS 1945 Olsztyn ausgeliehen, bevor er in der Winterpause an Górnik Polkowice verkauft wurde. Nach einem halben Jahr wechselte er aber schon wieder zu Olimpia Grudziądz. In 15 Ligaspielen konnte er allerdings nur 2 Tore schießen und wechselte am Saisonende zu Ruch Radzionków. Über GKS Tychy kam er schließlich 2013 zu Zagłębie Sosnowiec, wo er sich in seiner 2. Saison einen Stammplatz erkämpfen konnte. Hier blieb er zwei Jahre und schloss sich dann Biebrza Goniądz an, wo er Ende 2017 seine Karriere beendete.

### International
Tumicz konnte Erfahrung in der polnischen U15-Auswahl sowie in der U16-Auswahl seines Heimatlandes sammeln.

## Erfolge
- Polnischer Pokalsieger: 2010